# 朱高熾監國

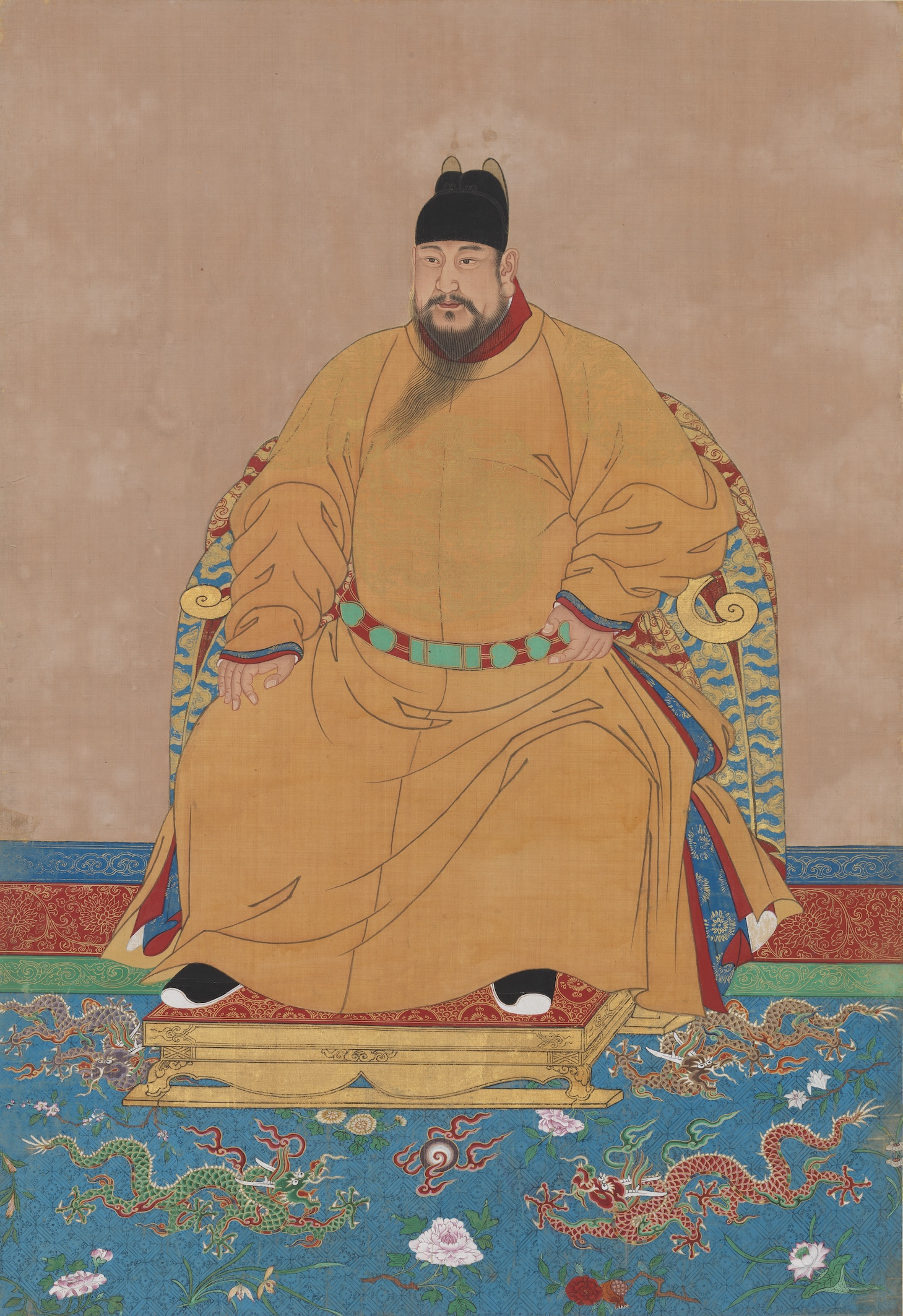
明仁宗朱高熾

朱高熾監國，是指明朝永樂年間，皇太子朱高熾在明成祖朱棣北征或北行，留守南直隸應天府并代行皇權、進行監國，一共有六次。
朱高熾在監國時期面臨其弟朱高煦、朱高燧的讒言以及奪嫡威脅，并在諸位大臣的力助下多次化險為夷。此監國為朱高熾在登基后積累了大量的治國經驗，而協助輔佐其監國的大臣多成為洪熙、宣德年間的重臣，為仁宣之治奠定了基礎。同時，朱高煦、朱高燧因屢次篡權進讒不得，最終亦導致了此後的朱高煦之亂等政治事件。

## 背景
洪武二十八年 (1395年) ，明太祖朱元璋親自冊立朱高熾為燕世子。當時明朝秦王、晉王、燕王、周王的四個世子，都由太祖親自教試。有次，太祖命四位世子檢閱衛士，燕世子最後才回來。太祖詢問，燕世子答曰：「天氣很冷，衛士剛好在喫飯。我等他們喫了飯，才檢閱。」太祖認為他愛惜士兵，所以很高興。之後命其閱章奏，擇可施行者報命，更得到太祖喜愛。
雖然朱高熾獲祖父太祖喜愛，但因他身型肥胖及有腳患而不良於行，沒有像他的弟弟朱高煦、朱高燧長期隨父親朱棣征戰，朱棣亦不太喜愛朱高熾。後來朱棣發動靖難之役後繼位，是為明成祖，商議立儲。武臣多稱二子朱高煦多有跟從征戰功勞，應該為太子，唯獨金忠稱其不可。成祖猶豫不決，於是召內閣首輔解縉商議，解縉稱應該立嫡以年長（朱高熾），并稱：“好聖孫。”（意指朱高熾之子朱瞻基）。成祖又密問黃淮，淮亦稱：「長嫡承統，萬世正法。」於是又召問尹昌隆，尹昌隆對答與黃淮相同，成祖心意遂決。

## 監國

### 首次監國(1408~1410)
永樂六年 (1408年) 八月，成祖下詔遷都北京，并將于次年去北京，而命皇太子朱高熾監國。同年冬十一月，命丘福、蹇義、金忠、胡廣、黃淮、楊榮、楊士奇、金幼孜等兼輔導皇長孫朱瞻基（即後來的明宣宗。
次年春正月，敕令皇太子監國。除了文武除拜、四裔朝貢、邊境調發的事情轉上請行在（北京），其餘其他常務都不必啟奏，而由太子直接處理。命吏部尚書兼詹事府的詹事蹇義、兵部尚書兼詹事金忠、左春坊大學士兼翰林侍讀黃淮、左諭德兼翰林侍講楊士奇輔導監國。而命學士胡廣，侍講楊榮、金幼孜及戶部尚書夏原吉等扈從明成祖北上。
同年二月，成祖離開南京；次月抵達北京。都御史虞謙、給事中杜欽奉命巡視兩淮，啟奏潁川軍民缺食，請發廩賑貸。朱高熾遣人馳諭立即發廩賑貸。此外贊善王汝正每次都向皇太子論說賦詩，朱高熾問楊士奇詩文高低，楊士奇則稱詩文只會喪失志氣，而讀兩漢詔令亦可觀。其為政簡明，平時刻苦與學習。永樂八年十月，成祖返回南京，朱高熾完成第一次監國。

### 第二次監國(1413~1415)
永樂十一年 (1413年) ，成祖北上燕都，皇太孫朱瞻基跟隨，命尚書蹇義、學士黃淮、諭德楊士奇及洗馬楊溥等輔導太子監國。次年三月，朱棣開始北征瓦刺，同年六月班師，駐蹕沙河，太子遣兵部尚書金忠等齎表往迎。
同年八月，成祖抵達，因太子所遣使迎車駕緩慢，且書奏失辭而大怒，稱：“這是輔導太子者的過錯。”漢王朱高煦再次進讒，成祖於是派遣使者逮捕尚書蹇義，學士黃淮，諭德楊士奇，洗馬楊溥、芮善及司經局正字金問等抵達，中途又下旨寬恕蹇義回南京，而黃淮先至北京下獄。此日，楊士奇與金問抵達，朱棣稱：“楊士奇姑且寬恕了。我卻不能識別金問，你怎麼侍奉東宮的？”命法司逮捕詢問。之後召楊士奇，問東宮的事情。楊士奇叩頭稱太子孝敬誠至，凡是各種怠慢，都是臣等罪過。於是朱棣下楊士奇入詔獄。不久，特赦之并恢復原職。金問因詞語牽連楊溥，楊溥也一同下獄。之後有人問朱高熾：“殿下你知道有人在讒言么？”朱高熾稱：“我不知道，只知道做兒子的責任。”
永樂十三年 (1415年) 秋九月，直隸鹽城縣有颶風，海水泛溢，傷民田二百一十五頃。太子命減少田租一千一百七十餘石。之後成祖回朝，結束第二次監國。

### 第三次監國(1417~1421)
永樂十五年 (1417年) 春三月，成祖再次上巡北京，命吏部尚書兼詹事蹇義、翰林學士兼諭德楊士奇、侍讀兼贊善梁潛輔佐太子朱高熾監國。同年七月，賜皇太子《務本之訓》。太子監國時期，視朝之暇，手不釋卷，被服寬博，如同儒者。
同年夏五月，成祖殺贊善梁潛、司諫周冕。因為當時太子監國，成祖不時生病，況且北京南京相隔數千里，小人多偷偷依附漢王朱高煦，屢次誣陷朱高熾。而當時侍從監國的大臣，朝夕惴惴不安，人都無法自保。當時有陳千戶曾經擅取民財，事情被發現后，太子朱高熾令謫交趾立功。數日后，復念其軍功，寬恕了他。於是又有人進讒給成祖稱：“皇上所謫的有罪之人，太子都曲意寬恕了。”成祖於是逮捕陳千戶殺之。并以梁潛、周冕，而一併逮捕下獄，均被處死。
六月，成祖派遣禮部左侍郎胡濙巡江、浙諸郡，面奏后，成祖稱：“人們都說東宮多有政失，當今抵達京師后，可以多留幾天，試圖觀察一些，然後密奏過來。‘奏’字需要大寫，晚上到的時候我就會看的。”胡濙抵達京師后，隨朝覲見并記錄各種政事，并將其所見到的誠敬孝謹七事寫入密疏呈上成祖。成祖讀後大悅，於是自此不再懷疑朱高熾。
永樂十八年 (1420年) 秋九月己巳，紫禁城修成，成祖命戶部尚書夏原吉召太子朱高熾、太孫朱瞻基在十二月終抵達北京。其在離開北京時，拜謁鳳陽皇陵，并途徑山東，恰遇饑荒，即令布政司發粟賑災。十九年 (1421年)，成祖回南京，第三次監國結束。

### 第四次監國(1422)
永樂二十年 (1422年) 春三月，成祖再次親征漠北，同年秋九月，返回京師，期間朱高熾再次負責監國。
永樂二十一年 (1423年) 五月，常山中護衛總旗王瑜舉報，稱：“常山中護衛指揮孟賢糾合羽林衛指揮彭旭等，舉兵將推趙王朱高燧為主，而計謀不利於成祖及太子的事情。”成祖急忙將其逮捕，遂召太子朱高熾、趙王朱高燧以及文武大臣，成祖在右順門親自詢問。當時，成祖因生病而多不視朝，朝廷內外諸多事悉啟奏太子處分。太子往往裁抑宦官侍衛，宦官黃儼、江保尤其被疏斥。黃儼於是每天都在成祖面前詆毀朱高熾，并與朱高燧素來要好，私下經常勾結。欽天監官王射成與孟賢密，對他說：「觀天象，當有易主之變。」。於是眾人與山左護衛老軍馬恕、田子和，興州後屯衛老軍高正，通州右衛鎮撫陳凱等密謀，將獻毒藥給朱棣。待朱棣病死后，即以以兵劫內庫兵仗符寶，分兵執府部大臣。高正偽造遺詔，交付給中官楊慶養子，其中包括廢太子，而立趙王朱高燧為帝。商議確定后，高正密告其甥王瑜。王瑜力阻不聽，於是只好上告。成祖在看完偽造的詔書后震怒，立即逮捕楊慶養子誅殺，并對朱高燧稱：“這是你設計的吧？”朱高燧顫栗無法說話，太子朱高熾則為之解說，稱：“朱高燧必然不會參與這個計謀，這是下面人所做的。”成祖於是命文武大臣及三法司鞫治，群臣奏孟賢等所犯大逆，且有顯實，當一併處以極刑。之後王射成、孟賢等人下詔獄論死。

### 第五次監國(1423)
永樂二十一年 (1423年) 八月，成祖再次北征，同年十一月返回京師，期間朱高熾再次負責監國。

### 第六次監國(1424)
永樂二十二年 (1424年) 三月，成祖朝議北征。同年四月，詔令太子朱高熾再次監國。同年七月，成祖在榆木川駕崩，大學士楊榮、少監海壽奉遺命馳訃太子。

## 結束
得知成祖去世消息。朱高熾慟哭昏絕，強起拜受，派遣皇太孫朱瞻基出居庸關，抵達開平迎梓宮。
臨行前，朱瞻基啟奏稱：“外出應當有封章，非印識無以防偽。”朱高熾稱是，但來不及新製。楊士奇稱：“殿下還沒有公佈去世，有事情仍應當用常用之寶。其東宮小圖書，可暫時借用。這只是一時權宜之計，歸還后再還給就是。”朱高熾隨即取出并交付給朱瞻基，稱：“有事情的話就用此封相識，不久就當歸你了，你可以自己留著了。” 朱瞻基走後，朱高熾對楊士奇稱：“以前父親遠行時，儲位久而未定，讒言議論喧騰。現在已經交付了，那讒言議論又何去何從了！”
朱瞻基奉大行柩至郊，朱高熾及親王以下文武群臣皆衰服哭迎。至皇城，奉安於仁智殿，加斂奉納梓宮。永樂二十二年 (1424年) 八月十五日，朱高熾繼位，為明仁宗，大赦天下，以次年為洪熙元年。